# هانس إريك رامبرغ
هانس إريك رامبرغ (بالنرويجية البوكمول: Hans Erik Ramberg)‏ هو لاعب كرة قدم نرويجي في مركز الوسط، ولد في 8 أغسطس 1976 في فريدريكستاد في النرويج. شارك مع Norway national under-15 association football team ‏ ومنتخب النرويج تحت 16 سنة لكرة القدم ومنتخب النرويج تحت 18 سنة لكرة القدم ومنتخب النرويج تحت 21 سنة لكرة القدم. أما مع النوادي، فقد لعب مع أياكس أمستردام ونادي فريدريكستاد.

## وصلات خارجية
- هانس إريك رامبرغ على موقع اتحاد النرويج (النرويجية)
- هانس إريك رامبرغ على موقع قاعدة بيانات كرة القدم.إي يو (الإنجليزية)